# チェコ貯蓄銀行

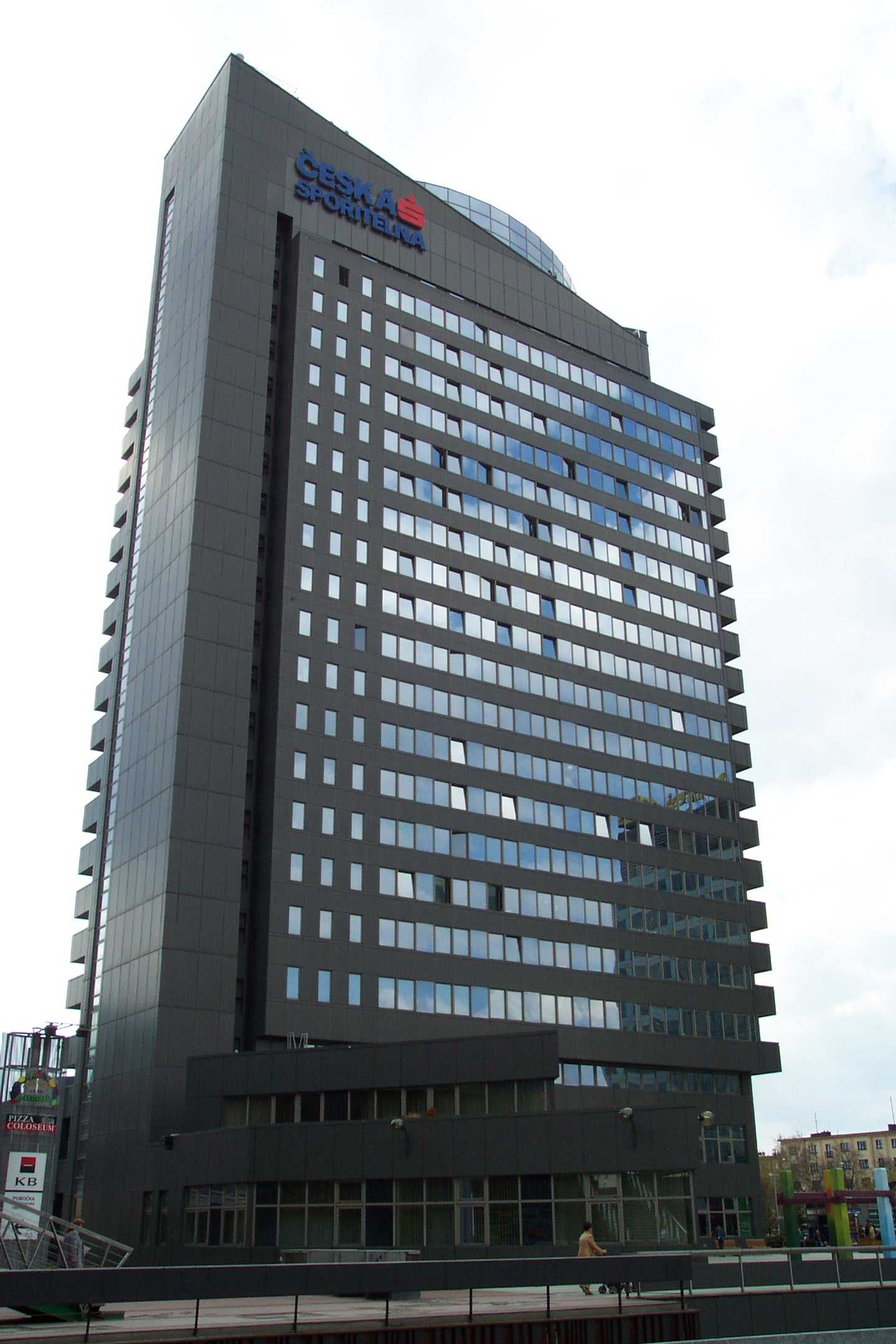
プラハ4区にあるチェコ貯蓄銀行本店

チェコ貯蓄銀行（チェコ語：Česká spořitelna, a.s.、チェスカー・スポジテルナ）は、チェコ共和国の銀行。オーストリアのエルステ・グループの傘下にある。
1990年に貯蓄銀行から普通銀行に転換した。

## 概要
- 総資産：9,115億コルナ
- 店舗数：654店
- 従業員数：10,655名
- ATM数：1,419名
- 本店所在地：プラハ4区
- 設立：1825年（Spořitelna českáとして）

## 参照
1. ↑  松澤祐介, 市場経済移行期のチェコにおける銀行危機の展開, 比較経済体制学会年報, vol.42, No.2, Jun. 2005